# Gerardo Rueda
Gerardo Rueda Salaberry (Madrid, 23 de abril de 1926 - 25 de mayo de 1996) fue un pintor y escultor español, relacionado con la historia de la pintura abstracta española del siglo XX. Fundó el Museo de Arte abstracto español de Cuenca, junto con Fernando Zóbel y Gustavo Torner.

## Biografía
En Madrid cursa sus primeros estudios, gran parte de los cuales los realiza en el Liceo Francés. Rueda recibe, en los años cuarenta, clases de pintura con Ángel Mínguez pintor de historia. En esa década el artista realiza diversos cuadros del Jardín de Villa San Juan, en San Rafael (Segovia). Durante el año 1943 copia en un pequeño cuaderno de dibujo numerosos cuadros cubistas, que ejercen en él una profunda impresión.
Realiza algunos collages con el tema del bodegón, también de inspiración cubista, y prosigue con la pintura de paisajes. También toma apuntes de la figura humana. Las visiones paisajísticas centran el interés en edificios, agrupaciones urbanas y volúmenes de casas. En 1949 realiza estudios de Derecho en tanto prosigue con la labor pictórica.  Primera exposición colectiva del artista, “Fin de temporada” en la Galería de la Revista de Occidente de Madrid. 
Sus primeros collages datan de 1953 y son realizados con materiales diversos (cuero, papel, textil, etc.).  En ellos aúna la presencia del collage y el dibujo a lápiz.
Muy interesado en la obra gráfica, supo enseguida tomar conciencia de que la estampa constituía un lenguaje propio. En sus inicios, encontró que la serigrafía era la técnica más adecuada para la producción del arte gráfico, estampadas en su primera época por Abel Martín y más tarde por Javier Cebrián, en Cuenca.

## Exposiciones
Ese 1953 presenta su primera exposición individual en la Sala Abril de Madrid, donde expondrá frecuentemente en la década de los cincuenta. En 1954, 1957 y 1958 muestra sus collages y dibujos abstractos en la misma galería-librería.

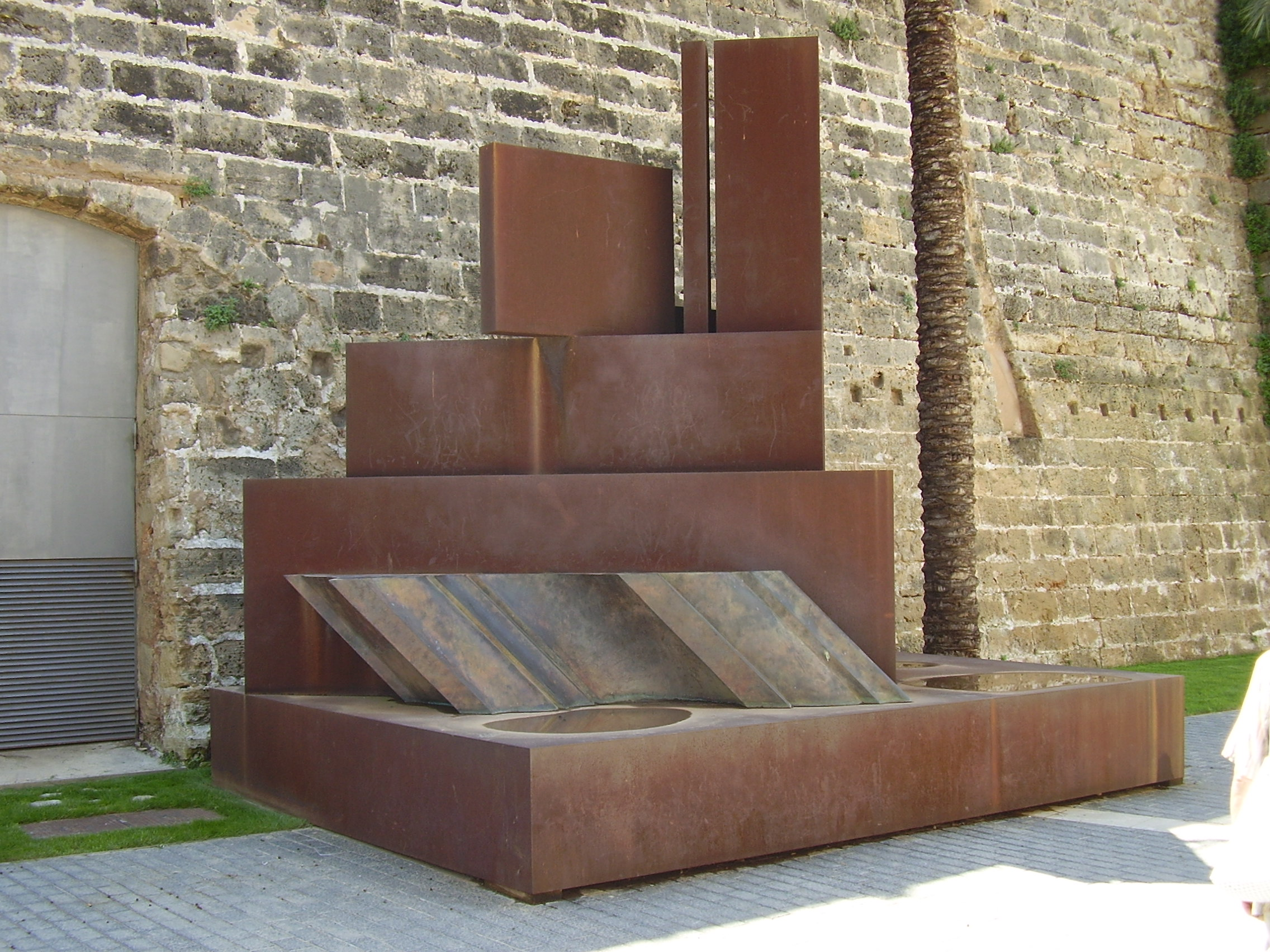
Escultura de Gerardo Rueda

A partir de esta fecha, y hasta los años sesenta, la producción del artista se realiza, en muchos casos, sobre cuadros de una horizontalidad definida. Son cuadros al óleo, abstractos, con recuerdos del paisaje, definidos por Fernando Zóbel como “falsas perspectivas”. En las obras de los años 1957-1959 se aprecia la gran admiración del artista por Nicolas de Staël. Expone individualmente en la galerie La Roue de París.  La exposición en París tiene un amplio eco. El hispanista Jean Cassou, entonces director del Musée d’Art Moderne de la Ville de París, adquiere un cuadro de Rueda, en los inicios de la década de los sesenta, para el museo.
Se realiza una exposición individual de Rueda en 1958 en la Sala del Prado del Ateneo de Madrid. La crítica destaca la sustitución de los materiales plásticos tradicionales y la utilización nueva de la pasta pictórica, camino de su inminente supresión a la búsqueda de nuevos materiales.  Expone en Barcelona, en la Galería Jardín y en la Sala Abril de Madrid.
En 1959 realiza sus primeras pinturas grises. De la estructuración marcada que en algunos momentos imponen los volúmenes presentes en su pintura la evolución lleva al artista a un momento espacialista: cuadros como “Alpes” o “Astro” inician en los sesenta este conjunto de las llamadas pinturas grises.
La Escuela de Bellas Artes de San Eloy, de Salamanca, expone en 1959 pinturas y dibujos de Rueda. De modo individual expone también en la “Casa de América” de Granada. Este mismo año su obra es exhibida en las más importantes muestras colectivas celebradas este año: “Junge Spaniche Maler” (Kunsthalle de Basel, Musée d’Arts Décoratifs de París, Musée d’Art et d’Histoire de Fribourg y Spanische Kulturinstitut de Múnich). Expone igualmente en el Museu de Arte Moderna do Rio de Janeiro (“Espaço e cor na pintura espanhola de hoje”). Esta última exposición recorrerá, desde esta fecha, gran parte de las capitales americanas.
En España participa en el Premio de la Crítica de este año que se desarrolla en la Sala Santa Catalina del Ateneo de Madrid y en la exposición organizada por José María Moreno Galván “Negro y blanco” en la Galería Darro de Madrid. 
En 1960 participa en el Pabellón de España en la XXX Bienal de Venecia.  En su crítica a esta Bienal, Gillo Dorfles le destaca como uno de los jóvenes pintores con un futuro artístico más prometedor. Juan Eduardo Cirlot escribe, ese año en la revista Artes, un extenso artículo sobre la pintura de Rueda. En esta fecha comienza a realizar collages con papeles de seda, generalmente teñidos con tinta china, y muy relacionados con el momento pictórico que Rueda desarrolla en la época: tendencia a la monocromía y alteración del espacio mediante sutiles juegos de composición y relieve.
Expone individualmente en 1960 en la Galería Teka de Bilbao.  De modo colectivo participa en las principales muestras celebradas en el mundo sobre pintura española entre otras en la desarrollada en el Guggenheim Museum de Nueva York: “Before Picasso, After Miró”. La Galería Biosca de Madrid expone, individualmente, 1961, obra de Rueda.
Con ocasión de la Bienal de Venecia de 1962 Gerardo Rueda escribe el texto: “Venecia 1962: Al margen de la Bienal”, en el que muestra su preocupación por la atención prestada a los aspectos dramáticos y gesticulantes frente al desprecio de los contenidos artísticos. El Círculo de la Amistad de Córdoba organiza el mismo año una exposición individual dedicada al artista.
Participa en la exposición de pintura española celebrada en la Tate Gallery e itinerante por diversas ciudades inglesas (Southampton, Hull y Liverpool). 
En 1963 realiza uno de los seis escaparates que “El Corte Inglés”, en sus almacenes de la calle de Preciados de Madrid, ofrece a varios artistas (junto a Gerardo Rueda se hallaban César Manrique, Manuel Millares, Manuel Rivera, Eusebio Sempere y Pablo Serrano). 
Junto a Fernando Zóbel y Gustavo Torner colabora a partir de esta fecha en la instalación de la colección del primero en el Museo de Arte Abstracto Español, ubicado en las Casas Colgadas de Cuenca, inaugurado en 1966.
Participa en diversas exposiciones sobre joven pintura española, entre otras, “Arte de América y España” y “Bienal de Tokio: The Seventh International Art Exhibition of Japan”.
Una amplia exposición de los collages de Rueda es exhibida en 1964 en “The Luz Gallery” de Manila.  La obra de Rueda recorre durante ese año Italia: Verona (Galería Ferrari), Bolonia (Galería de Arte 2000), Florencia (Galería Quadrante) y Nápoles (Galería II Centro).
En 1965 se realiza una exposición en la recién inaugurada Galería Juana Mordó, galería vinculada a los artistas del llamado Grupo de Cuenca.  Expone junto a Sempere en la librería y galería Concret-Llibres, en Valencia.
Período de lienzos, generalmente monocromos, habitualmente blancos, en los que se sitúan, a modo de móviles ventanas, bastidores de lienzos pintados. Realiza collages con pequeñas cajas: de cerillas, tabaco o pegamento utilizadas a modo de caprichoso módulo compositivo.

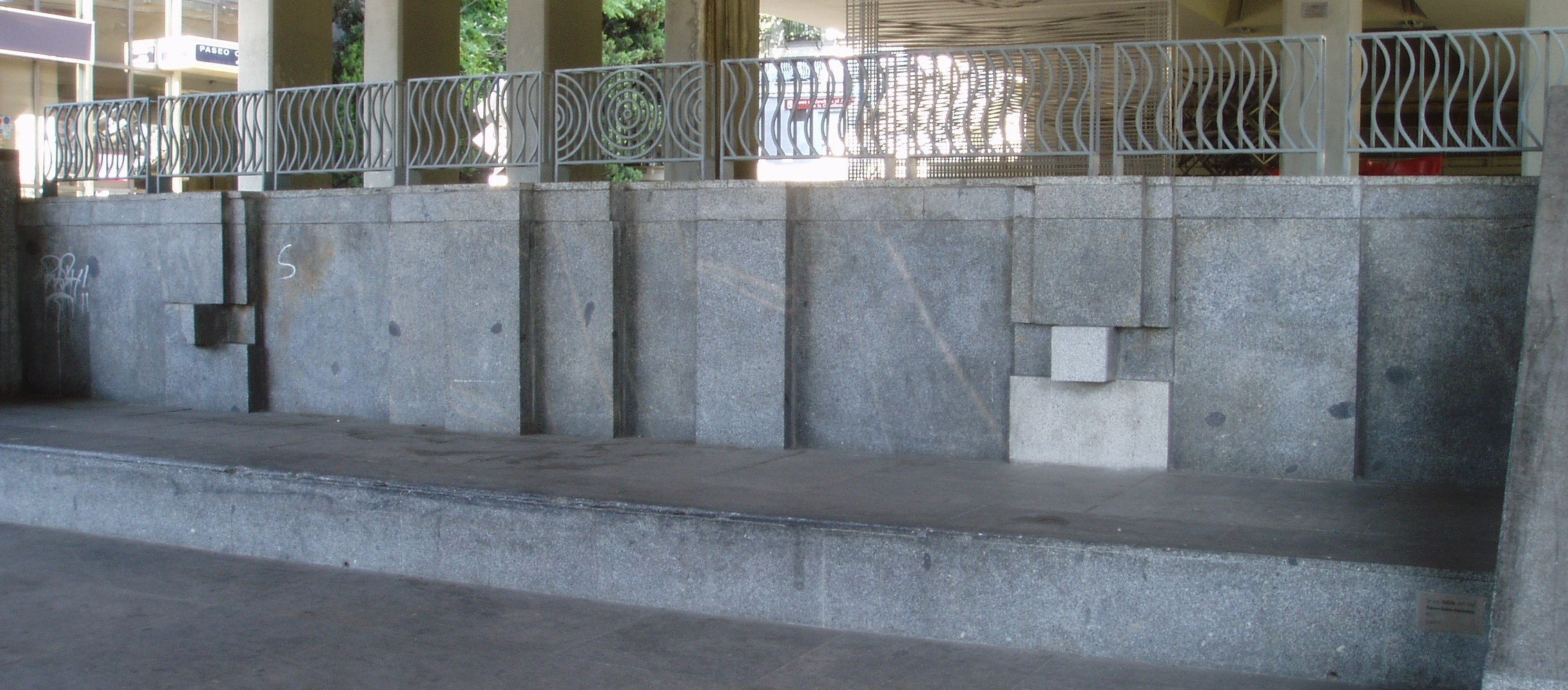
Volumen-Relieve-Arquitectura, Gerardo Rueda. Museo Arte Público. Madrid. España.

Recibe en 1966 el Premio Hermanos Serra del X Salón de Mayo de Barcelona. Exposición en la recién creada Galería La Pasarela de Sevilla. En 1967 realiza seis estudios de portada para la “Revista de Occidente”.
Exposición individual, 1968, en la Galería Juana Mordó de Madrid, Juan Antonio Aguirre destaca la influencia de la obra de Rueda en las nuevas generaciones, a la par que le señala como perteneciente a la vertiente lírica de los sesenta. El relieve toma capital presencia en cuadros monocromos: la exposición en Juana Mordó, prácticamente blanca en su totalidad, es buen ejemplo. 
Exposiciones individuales en 1969 en Bilbao (Galería Grises) y Madrid (Galería Edurne). Esta última supone una revisión antológica, la primera, de la obra de Rueda, con el título “Trayectoria”.
Expone individualmente en 1971 en la Galería Juana Mordó de Madrid.  Además muestra su obra en Valencia (Galería Val i 30) y Sevilla (Galería Juana de Aizpuru).
En 1972 realiza de un importante conjunto de pinturas murales para una compañía eléctrica. La Galería Egam de Madrid presenta una amplia muestra retrospectiva de collages del artista. Realiza en 1973 un relieve mural de granito en el Museo de Escultura al Aire Libre de la Castellana que lleva por título “Volumen, relieve, arquitectura”.  En 1980 expone individualmente en la madrileña galería Theo (lugar en donde volverá a exponer en 1985).  Colabora en 1984 con el programa de Televisión Española “Mirar un cuadro”, escogiendo la obra de Durero “Adán y Eva” del Museo del Prado.
Comienzo de la serie “La elegancia social de la madera” importante conjunto de bodegones o relieves de madera teñidos mediante veladuras con ecos de los trabajos de Morandi.
En 1985 realiza la exposición “Colección particular: Treinta años de pintura” desarrollada en Granada, Córdoba y Sevilla.
Recibe en 1986 el encargo de realizar una pintura mural para la sede de la Embajada de España en Riad.  Este año expone, de modo individual, en la Galería Estampa de Madrid, un conjunto de obras bajo el título “Bodegones”. La Sala Luzán edita una importante monografía sobre la obra de Rueda con selección de textos críticos. 
El Ayuntamiento de Madrid dedica en 1987 una exposición retrospectiva a los collages de Rueda, desde los años sesenta hasta la fecha.  Su obra se exhibe individualmente, además, en la Galería Joan Oliver Maneu, de Palma de Mallorca; Galería Peironcely, de Madrid y en la Galería Fúcares en Almagro.
Recibe el encargo en 1988 de la ejecución del proyecto de realización de las vidrieras de la nave central de la Catedral de Cuenca, agrupadas bajo el título De la Tierra al Paraíso.  A esta tarea se dedicará, con intensidad, durante el siguiente lustro.
La Junta de Comunidades de Castilla-La Mancha dedica ese mismo año una amplia exposición al artista en las salas Alonso de Ojeda y Galería Granero. Exposición individual en la Galería Arteunido de Barcelona.
La Caja de Madrid organiza en 1989 la más amplia exposición antológica dedicada al artista, comisariada por Alfonso de la Torre. La Galería Estampa de Madrid, casi a la par, presenta una exposición dedicada a los collages con sobres de Rueda.
Conferencia del artista en el Museo del Prado dentro del ciclo “Doce artistas de vanguardia en el Museo del Prado” con el título “Mis flechazos en el Prado”.
Una importante exposición retrospectiva, incluyendo obras desde 1946, recorre en 1991 diversas localidades de Alicante partiendo de la capital. El Banco Zaragozano organiza una importante exhibición de la obra reciente del artista.
En 1992, tras obtener el primer premio en un concurso restringido, recibe el encargo de realizar las dos puertas de acceso al Pabellón de España en la Exposición Universal de Sevilla, su proyecto lleva el título “Desde Sevilla en la mirada de Paul Klee. 
Su obra es expuesta este año de modo individual en Madrid (Galerías Afinsa-Almirante y Juan Gris), Sevilla (Galería Félix Gómez), Alcoy (Centro Municipal de Cultura) y Châteauroux (Abadía de Les Cordeliers).
Por encargo del Museo de Bellas Artes de Bilbao, Alfonso de la Torre realiza en 1993 el catálogo completo de obra gráfica, que recoge la producción gráfica del artista, más de un centenar de estampas, realizadas desde 1964. Su obra se muestra además individualmente en Córdoba, Valencia, Castellón y Madrid.
Juan Manuel Bonet escribe en 1993 la más amplia monografía sobre Gerardo Rueda que edita La Polígrafa. Un año después se inicia la exposición “Rueda, una visión-Trayectos” que se inaugura en Barcelona y posteriormente se desplazará, de modo itinerante, y hasta 1997, por los principales museos nacionales de América del Sur.
La Galerie Thessa Herold de París presenta en 1994 la exposición “Rueda-Domela”.
En 1995 es nombrado Académico de la Real Academia de Bellas Artes de San Fernando. Con ocasión de tal nombramiento, comienza los preparativos del discurso de ingreso, que no llegará a leer.  Este se publicará posteriormente, de modo fragmentado y póstumo (1999).
Numerosas exposiciones individuales de carácter retrospectivo en ciudades españolas tienen lugar en esta época: Zaragoza (Ibercaja y Museo Camón Aznar) y Logroño (Sala Amós Salvador). Una selección retrospectiva de sus esculturas, realizada por Alfonso de la Torre, se muestra en el Museo Juan Barjola de Gijón.
Serge Fauchereau realiza el comisariado de la exposición retrospectiva de Rueda en el Instituto Valenciano de Arte Moderno, IVAM, en cuya, sala Julio González se inaugura el 28 de marzo de 1996. Gerardo Rueda fallece durante el desarrollo de esta exposición a causa de un infarto cerebral. Fue enterrado en la Sacramental de Santa María de Madrid.
En 1997 se realiza la exposición antológica de su obra sobre papel en el Museo Nacional Centro de Arte Reina Sofía. Esta exposición se mostrará posteriormente en el Museo de Bellas Artes de La Coruña y en 1998 en Montpellier, Bochum, Caracas y Guadalajara (México).
Este mismo año la Universidad de UCLA realiza una selección de sus collages: “Gerardo Rueda Spanish Master of Collage”. “Cercle d’Art” edita en París el libro escrito por Serge Fauchereau “Du collage et de Rueda”.  Exposición retrospectiva de Gerardo Rueda en el Bochum Museum y en el Meadows Museum de Dallas. La Fundación Ludwig de Cuba organiza en 1999 una exposición en el Convento de San Francisco de La Habana que contiene una selección retrospectiva de los collages de Rueda: “Collages 1956/1996”. Ciclo de conferencias en La Habana sobre la obra de Gerardo Rueda. En diciembre el Museo Nacional Centro de Arte Reina Sofía presenta el libro Gerardo Rueda, Escritos y Conversaciones, que contiene la recopilación de los principales textos de Gerardo Rueda. 
En 2000 se presenta en diversas ciudades italianas la exposición “Gerardo Rueda. Retrospettiva 1946-1996”.
Tomàs Llorens y Alfonso de la Torre realizan en 2001 la exposición “Gerardo Rueda. Retrospectiva (1941-1996)” en el Museo Nacional Centro de Arte Reina Sofía de Madrid. En 2006 se publica la biografía Gerardo Rueda: sensible y moderno (Ediciones del Umbral, Madrid), escrita por Alfonso de la Torre.

## Museos donde se encuentra su obra
Esta es una lista de los principales museos y colecciones donde se puede ver la obra de Gerardo Rueda:
- IVAM, Valencia. (Presenta más de cien obras de Gerardo Rueda).
- Museo Nacional Centro de Arte Reina Sofía, (MNCARS), Madrid.
- Museo de Arte Abstracto Español, Cuenca.
- Colección de Arte Contemporáneo, Madrid.
- Fundación Juan March, Madrid.
- Museo Municipal de Madrid.
- Museo de Arte Moderno, Barcelona.
- The British Museum, Londres.
- Musée d'Art Moderne, París.
- Sede de la Unesco, París.
- Fine Arts Museum of San Francisco, EE. UU.
- Frederick R. Weisman Museum of Art, Los Ángeles, EE. UU.
- Museo Tamayo Arte Contemporáneo, INBA, México.
- Museo de Arte Contemporáneo, Caracas, Venezuela.
- Museo Nacional de Bellas Artes, Buenos Aires, Argentina.
- Museo Nacional de Bellas Artes, Santiago de Chile, Chile.
- Museo Nacional de Bellas Artes, Río de Janeiro, Brasil.
- Es Baluard, Palma de Mallorca.
- Colección Iberdrola, Bilbao.